# Ratrujokoaivi
Ratrujokoaivi är en kulle i Finland. Den ligger i Utsjoki kommun i landskapet Lappland, i den norra delen av landet, 1 100 km norr om huvudstaden Helsingfors. Toppen på Ratrujokoaivi är 300 meter över havet.
Terrängen runt Ratrujokoaivi är huvudsakligen kuperad, men åt sydväst är den platt. Trakten runt Ratrujokoaivi är nära nog obefolkad, med mindre än två invånare per kvadratkilometer. Närmaste större samhälle är Utsjoki by, 4,7 km öster om Ratrujokoaivi. Omgivningarna runt Ratrujokoaivi är i huvudsak ett öppet busklandskap.